# Paul Neergaard

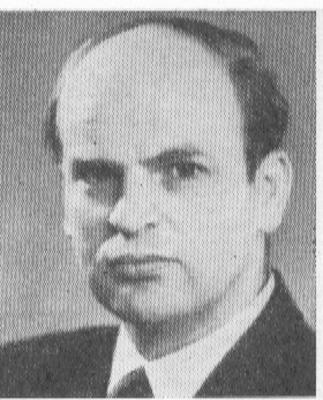
Paul Neergaard

Pierre Paul Ferdinand Mourier de Neergaard (ur. 19 lutego 1907 w Nyborgu, zm. 13 grudnia 1987 w Kopenhadze) – duński botanik, agronom i esperantolog.
Neergaard jest uznawany za twórcę patologii nasion. Był założycielem, a później dyrektorem Duńskiego Rządowego Instytutu Patologii Nasion dla Krajów Rozwijających się w Kopenhadze.
Był aktywnym esperantystą. Publikował w esperanto oraz zajmował się tym językiem naukowo, jest współzałożycielem esperantologii. W 1949 założył czasopismo naukowe "Esperantologio" (Esperantologia) i był jego redaktorem naczelnym do 1961. Członek Akademii Esperanta od 1934, jako wiceprzewodniczący od 1963 do swojej śmierci w 1987. Neergaard był także jednym z założycieli Międzynarodowej Akademii Nauk w San Marino.
Jego popularnonaukowa książka "La vivo de la plantoj" (Życie roślin), napisana w esperanto, została przetłumaczona i wydana w kilku językach, m.in. po polsku.

## Wybrane dzieła
- Seed Pathology (dwa tomy)
- 1.-15. Årsberetning fra J. E. Ohlsens Enkes plantepatologiske laboratorium
- Atakoj kontraŭ ĝardenplantoj
- La vivo de la plantoj (wyd. polskie: Życie roślin, Warszawa 1962)
- Terminaro Hortikultura (słownik w sześciu językach)
- Eta Krestomatio
- Tra Densa Mallumo
- Fremdvortoj en Esperanto
- Scienco kaj Pseŭdoscienco pri Heredo kaj Raso
- La Esperantologio kaj ties Disciplinoj. Taskoj kaj Rezultoj